# Josef Stupka
Josef Stupka (* 22. prosince 1927, Kralupy nad Vltavou) je český pedagog a historik.
Vystudoval Elektrotechnickou fakultu ČVUT v Praze a už jako středoškolský učitel sepsal učebnice Automatizace pro střední průmyslové školy elektrotechnické (1965) a Elektrická měření (1973). Učil v Praze na průmyslové škole elektrotechnické, dále na Střední průmyslové škole spojové techniky v Praze 1 a na Fakultě elektrotechnické ČVUT v Praze-Dejvicích. Po roce 1968 pracoval v dělnických profesích. Je členem redakční rady Městského úřadu v Kralupech a členem Čs. archeologické společnosti. Na počátku 90. let se podílel na obnově kralupského muzea, s nímž spolupracuje dosud.
Dlouhodobě, po více než 20 let, se zabývá na odborné úrovni historií města Kralupy nad Vltavou a jeho okolím. Z dějin Kralup za tu dobu publikoval nejméně 200 kratších medailonků s historickou tematikou v místním měsíčníku Kralupský Zpravodaj. Rozsáhlejší studie mu bývají otiskovány ve Vlastivědném sborníku Kralupska a pravidelně přispívá do regionálního tisku (Týdeník Mělnicko). Knižně mu vyšly tituly Kralupy nad Vltavou – 100 let města (2002), Zajímavosti o Kralupech nad Vltavou – výročí 750 let obce (2003), Kralupy nad Vltavou, městské části a blízké okolí v minulosti a ve vzpomínkách (2004), Kulturní a historické památky Kralupska (2005), Zmizelá tvář Kralup (2006), Mé město a můj život (2007), Město v slzách: Kralupy nad Vltavou 22. březen 1945 (2009), Velká kronika kralupská : L.P. 1253 – L.P. 2010 (2011), Kralupy v proměnách času (2012) a ve spolupráci s Tomášem Fabiánem vznikla kniha Kralupy nad Vltavou na starých pohlednicích (2002). Za propagaci města Kralupy nad Vltavou byl 21. listopadu 2012 inženýr Josef Stupka jmenován Čestným občanem.

## Publikace

### Učebnice
- Automatizace pro střední průmyslové školy elektrotechnické (1965)
- Elektrická měření (1973)

### Knihy
- Kralupy nad Vltavou – 100 let města (2002)
- Kralupy nad Vltavou na starých pohlednicích (2002
- Zajímavosti o Kralupech nad Vltavou - výročí 750 let obce (2003)
- Kralupy nad Vltavou, městské části a blízké okolí v minulosti a ve vzpomínkách (2004)
- Kulturní a historické památky Kralupska (2005)
- Zmizelá tvář Kralup (2006)
- Mé město a můj život (2007)
- Město v slzách: Kralupy nad Vltavou 22. březen 1945 (2009)
- Velká kronika kralupská : L.P. 1253 – L.P. 2010 (2011)
- Kralupy v proměnách času (2012)